# Michail Tiško
Michail Alekseevič Tiško (in russo Михаил Алексеевич Тишко?, in ucraino Михайло Олексійович Тишко?, Mychajlo Oleksijovyč Tyško; 15 gennaio 1959) è un ex schermidore sovietico, vincitore di una medaglia di bronzo nella scherma ai giochi olimpici.